# ジム・サンプルズ
ジム・サンプルズ(Jim Samples、男性、1963年 - ）は、アメリカ合衆国の経営者。 スクリップス・ネットワークス・インタラクティブ国際業務担当プレジデント。ジョージア州アトランタ出身。

## 略歴
プレスビテリアン・カレッジを経て、サウスカロライナ大学にて国際経営学の修士号を取得。
1989年から1993年までネーションズバンクにてリレーションシップ・マネージャー、国際審査部ヴァイスプレジデント兼マネージャーなどを歴任。
1994年にターナーインターナショナル・アルゼンチンの社長に就任。2000年にカートゥーン ネットワークのシニア・バイス・プレジデント兼ゼネラルマネージャーとなり、2001年からはカートゥーン ネットワーク・ワールドワイドのエグゼクティブ・バイス・プレジデント兼ゼネラルマネージャーとなる。
2007年1月31日にマサチューセッツ州ボストンで発生した自社の電飾広告が爆弾テロと疑われた事件を受けて辞任。後任はスチュアート・スナイダーが就任した。
辞任後、 スクリップス・ネットワークス・インタラクティブに移籍。ケーブルテレビチャンネルHGTVの社長を務め、2011年から スクリップス・ネットワークス・インタラクティブの国際業務担当プレジデントとなる。